# Маузол
Маузол (грч: Μαύσωλος) је био владар малоазијске области Карије од 377. до 353. п. н. е..  Иако званично сатрап то јест намесник персијског краља, Маузол је владао као независан владар. Остао је упамћен по величанственој гробници у Халикарнасу која је по њему названа Маузолеј и која је у античка времена важила за једно од седам светских чуда.
Маузол је био син Хекатомна који је око 395. п. н. е. постао сатрап Карије а своју каријеру започео је 377. као намесник Карије у име персијског краља Артаксеркса II Мемнона (404-358). Након успешне побуне против централне власти 362. управљао је Каријом као њен независни владар. Уместо у древној престоници краљева Карије Миласи Маузол је столовао у приморском грчком граду Халикарнасу. Своју власт наметнуо је и великом делу Ликије, Јонији и појединим егејским острвима. Од тада се почео занимати поближе и за прилике у хеленском свету и подржао је житеље Родоса и њихове савезнике у рату против Атине (357-355).
Маузол је у маниру источњачких краљева био ожењен својом сестром Артемизијом. Када је умро 353. године Артемизија га је наследила као владарка Карије. Она је наводно дубоко патила за својим покојним мужем и одалавала му је пошту на неколико начина. Између осталог, мешала је његов пепеоса својим дневним пићем, сакупила је бројне грчке реторе да састављају похвалне говоре у његову част и најзад, почела је да подиже величанствену гробницу за Маузола. На радовима су били упослене архитекте Сатир и Питија и скулптори Скопа са Пароса, Браксија и Тимотеј. Неки од њих су радили без новчане надокнаде, само за славу. Најзад, радови су окончани након Артемизијине смрти 350. п. н. е. Термин маузолеј ушао је у општу употребу као симбол грандиозне гробнице.